# Capilla de la Divina Pastora (Sevilla)

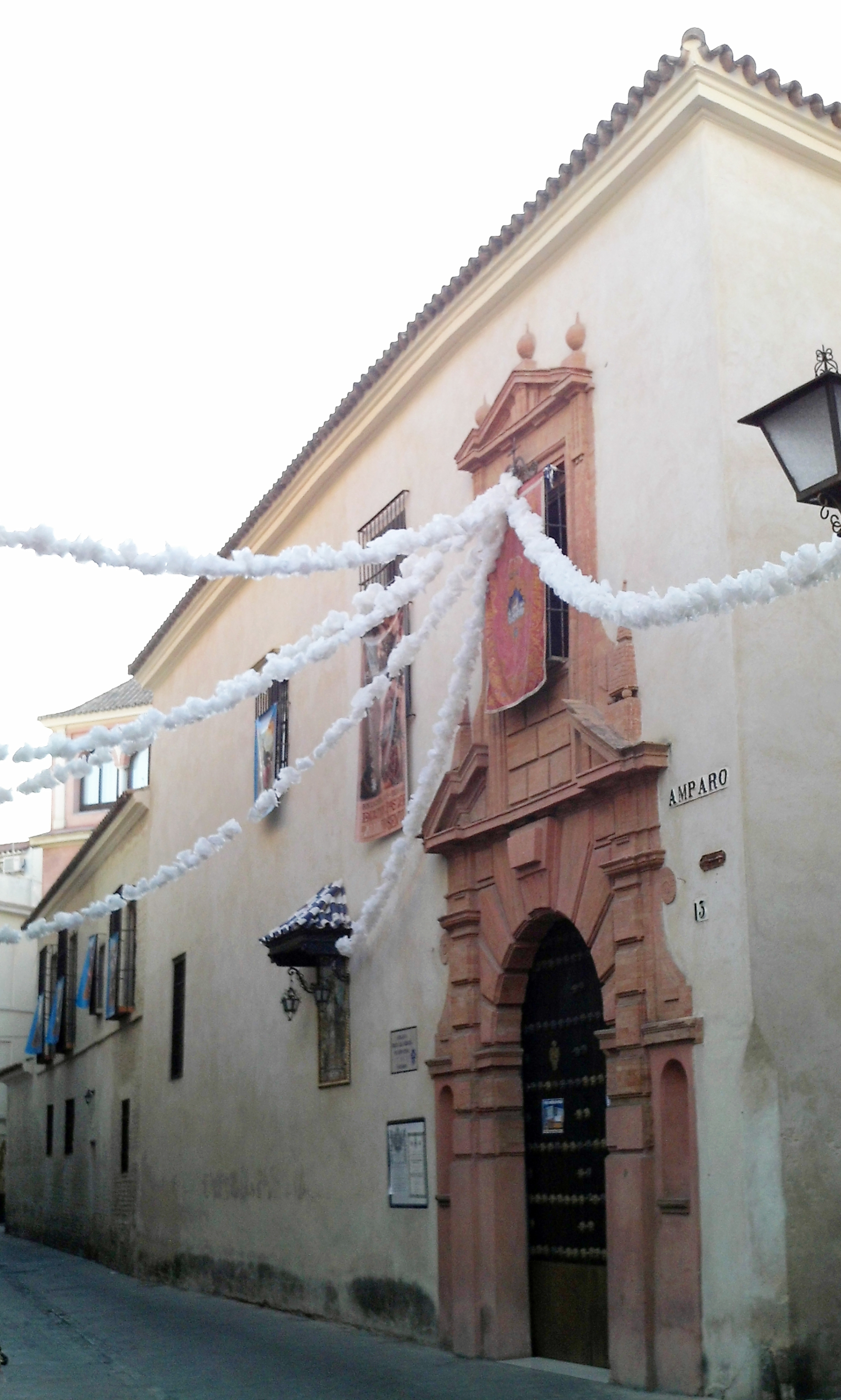
Capilla de la Divina Pastora

La capilla de la Divina Pastora se encuentra en el barrio de Encarnación-Regina, en el distrito Casco Antiguo de Sevilla (Andalucía, España). Es la capilla del antiguo Hospital de San Bernardo.

## Historia

### Hospital de San Bernardo
En 1355 una hermandad de sacerdotes que tenía su sede en la Iglesia de Santa Catalina fundó una institución para ancianos sin recursos de la ciudad. Es una de las primeras instituciones para personas mayores de Europa. Estaba regido por 30 sacerdotes, de los cuales 4 debían ser de la catedral. En 1399 tenían su sede en el Hospital de San Bernardo, cedido por una hermandad de la Iglesia de San Juan de la Palma. Cambiaron sus reglas en 1630, 1736, 1849 y 1878.
Los ancianos debía tener al menos 60 años, ser de Sevilla, ser pobres y ser honrados. El hospital se encargaba de su manutención, su asistencia sanitaria y de los eventos fúnebres por sus decesos.
Entre finales del siglo XVI y comienzos del XVII participó en sus obras Juan de Oviedo.

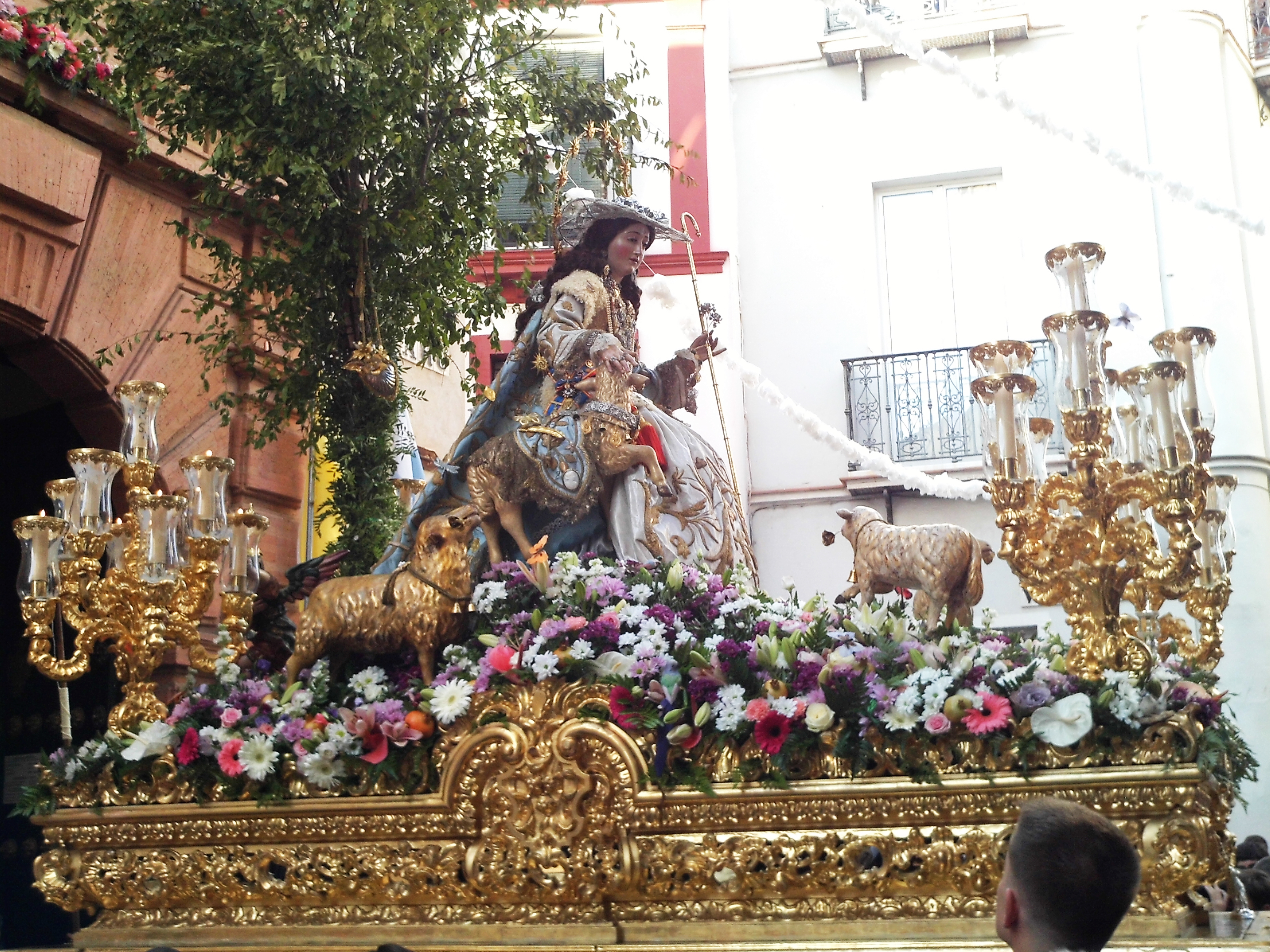
Procesión de la Divina Pastora.

### Hermandad de la Divina Pastora
La Hermandad de la Divina Pastora se fundó en 1703 en la Iglesia de San Gil y se trasladó en 1705 a la Iglesia de Santa Marina. En 1992 se trasladó a esta capilla. Tras esto, la capilla fue restaurada. La restauración finalizó en el año 2000.
El retablo mayor, de estilo manierista, fue realizado por José Luis Asián Cano en 2001. En él se encuentra la imagen de la Divina Pastora de las Almas, atribuida a Francisco Ruiz Gijón, de entre 1704 y 1705. Entre 1991 y 1992 fue restaurada por Juan Manuel Miñarro López.
La hermandad tiene también el primer lienzo de la Divina Pastora de Alonso Miguel de Tovar, de 1703. Fue realizado con las indicaciones del fraile capuchino Isidoro de Sevilla.